# Binga (Mongala)
Binga is een stad in de Democratische Republiek Congo in de provincie Mongala. Binga telde volgens de laatste census in 1984 32.181 inwoners en in 2004 naar schatting 55.900 inwoners.
Binga is het administratief centrum van de sector Ngombe-Mombangi binnen het territorium Lisala.
De bevolking bestaat voornamelijk uit Ngombe. De nationale voertaal is Lingala.